# Superlegalizace
Superlegalizace neboli vyšší ověření listin je úkon správního orgánu, kterým se ověřuje veřejná listina nebo listina již jednou úředně ověřená za účelem jejího použití v zahraničí.
Superlegalizaci českých listin provádí ústřední orgán státní správy nadřízený orgánu, který listinu vydal (např. Ministerstvo spravedlnosti České republiky). Po něm následuje další ověření podpisu a úředního razítka daného nadřízeného orgánu státní správy Ministerstvem zahraničních věcí České republiky a nakonec ještě ověření podpisu a úředního razítka Ministerstva zahraničních věcí České republiky diplomatickým nebo konzulárním úřadem státu, na jehož území má být listina použita.
Superlegalizace se nevyžaduje v případě, kdy je uzavřena mezinárodní smlouva, kterou je Česká republika vázána, např. Úmluva o zrušení požadavku ověřování cizích veřejných listin z 5. října 1961, jež odstranila mezi smluvními státy požadavek superlegalizace a nahradila jej zvláštní doložkou, tzv. apostilou.
Superlegalizací se opatřují matriční dokumenty, jako jsou oddací listy a rodné listy, jichž je zapotřebí např. pro uzavření sňatku v zahraničí, dále pak výpisy z obchodního rejstříku (pro zakládání společností), diplomy (pro účely uznání vzdělání v zahraničí – nostrifikace), plné moci (pro provádění nejrůznějších právních úkonů) a řada dalších listin požadovaných při úředních úkonech v zahraničí.